# Mas de Can Roure de Raset
El Mas de Can Roure de Raset és una obra de Cervià de Ter (Gironès) protegida com a bé cultural d'interès local.
Es tracta d'una masia de grans dimensions, aproximadament 400m² per planta, construïda amb l'estructura clàssica de tres cossos i sala central al pis. La planta baixa és coberta amb voltes de canó, alguna de les quals formada per encanyissat i la resta amb rajola ceràmica doblada. Originàriament devia tenir únicament dues plantes. Cap al segle xvii o XVIII possiblement es va ampliar una planta més. Es pot veure una diferència entre les obertures de pedra de Girona de les dues plantes originals i les obertures que es van fer a posteriori.
Al centre de la façana hi trobem la porta original adovellada, parcialment oculta per un balcó de factura posterior. Hi ha també una porta de grans dimensions feta amb brancals i llinda. La masia presenta un cos adossat cobert amb terrat. El conjunt presenta diversos coberts d'una i dues plantes, en destaca el paller de grans dimensions presidit per un pilar central de pedra picada que sostenia la coberta. A pocs metres es conserva l'era pavimentada amb caironets de ceràmica. Cal fer esment dels murs de pedra que delimitaven la finca pel costat de ponent, així com el safareig de pedra situat a pocs metres de l'entrada.
Tot i el deficient esta de conservació cal ressaltar que l'edifici no ha estat transformat al llarg del temps i que es conserva tal com era en el moment que estava funcionant. Segons la documentació de què disposa l'Ajuntament de Cervià de Ter, se sap que aquest immoble va tenir sempre la funció d'habitatge. La casa es troba deshabitada des de 1965. Des d'aleshores l'edifici ha estat tancat i ha patit un deteriorament progressiu de tots els seus elements constructius fins al punt que actualment es troba en estat ruïnós. Gran part de la teulada i sostres interior estan enrunats.